# Universidade Federal do Rio de Janeiro
Universidade Federal do Rio de Janeiro, Rio de Janeiros federala universitet, är ett universitet i Rio de Janeiro i Brasilien.